# Copelatus hebeter
Copelatus hebeter är en skalbaggsart som beskrevs av Guignot 1953. Copelatus hebeter ingår i släktet Copelatus och familjen dykare. Inga underarter finns listade i Catalogue of Life.